# Костино (Галичский район)
Ко́стино — деревня в Ореховском сельском поселении Галичского района Костромской области России.

## География
Расположена на берегу реки Ноля.

## История
Согласно Спискам населенных мест Российской империи в 1872 году деревня относилась к 1 стану Галичского уезда Костромской губернии. В ней числилось 22 двора, проживало 49 мужчин и 73 женщины.
Согласно переписи населения 1897 года в деревне проживало 183 человека (82 мужчины и 101 женщина).
Согласно Списку населенных мест Костромской губернии в 1907 году деревня относилась к Котельской волости Галичского уезда Костромской губернии. По сведениям волостного правления за 1907 год в ней числилось 34 крестьянских двора и 234 жителя. Основным занятием жителей деревни, помимо земледелия, был плотницкий промысел.
До муниципальной реформы 2010 года деревня входила в состав Унорожского сельского поселения.

## Население
| 2008 | 2010 | 2012 | 2014 |
| ---- | ---- | ---- | ---- |
| 0    | →0   | →0   | →0   |